# História do software livre
Esta é uma visão estilo linha do tempo sobre como iniciou o conceito do software livre e evoluiu ao longo do tempo. A principal referência para o texto é o material disponível no Centro de Competência de Software Livre (IME/USP) intitulado Software Livre e Propriedade Intelectual: Aspectos Jurídicos, Licenças e Modelos de Negócio.

## Início
Na década de 60, os computadores de grande porte, utilizados quase exclusivamente em grandes empresas e instituições governamentais, dominavam o mercado da Computação. Nesta época, não era comum do ponto de vista comercial a ideia do software como algo separado do hardware. O  software era entregue junto com o código-fonte ou, em muitas vezes, apenas o código-fonte, pois os utilizadores frequentemente modificavam-o para corrigir falhas ou adicionar novos recursos.  Existiam grupos de usuários que compartilhavam código e informações. A IBM, em 1967, já distribuia um sistema operacional para mainframes de modo muito similar ao Software Livre. Grupos de utilizadores como o do IBM 701, chamado SHARE, e o da Digital Equipment Corporation (DEC), chamado DECUS se formaram para facilitar a troca de software. Assim, no início, para aqueles que tinham acesso à tecnologia, o software era livre.
1956: O governo dos EUA proíbe a AT&T de entrar no comércio de software (isso levou, posteriormente, o Bell Labs a distribuir livremente o seu Unix).
1960: O software é distribuído com seu código-fonte e sem nenhuma restrição em grupos de software como SHARE (IBM) e DECUS (DEC).
1969: O Request for Comments (RFC), que descreve a primeira Internet (depois chamada de ARPANET), é publicado; Ken Thompson e Dennis Ritchie desenvolvem uma versão simplificada do MULTICS para um PDP-7. Esse sistema foi batizado por Brian Kernighan de UNICS e depois como UNIX (um sistema operacional multitarefa).

### Surgimento do software restrito e berço do software livre
Durante a década de 60 uma mudança começou a ocorrer: conforme os sistemas operacionais e os compiladores das linguagens de programação evoluíram, os custos manufatureiros de software aumentavam dramaticamente.  Uma pequena, embora crescente indústria de software se formava, e competia com os softwares empacotados pelas manufaturas de hardware (o custo do software empacotado estava incluído nos custos do hardware), máquinas arrendadas exigiam suporte de software, mas não forneciam nenhum retorno pelo software, e alguns clientes capazes de satisfazer melhor suas próprias necessidades não queriam estes custos de software embutidos nos custos dos produtos de hardware. No processo antitruste Estados Unidos contra IBM, iniciado em 17 de janeiro de 1969, o governo americano cobrou que softwares empacotados eram anticompetitivos.
A IBM, líder do mercado de computadores de grande porte, anunciou que a partir de 1970 iria vender parte de seus programas separada do hardware.  Assim, a indústria de software mudou a sua cultura, tornando cada vez mais comum as restrições de acesso e as possibilidades de compartilhamento de código entre desenvolvedores.  O software começou a ser comercializado como os produtos de prateleira de um supermercado. Bill Gates, aos 21 anos, através da “carta aberta aos hobistas” levanta o potencial comercial do software como produto no mercado de microcomputadores e questiona a viabilidade do desenvolvimento fora do “modelo de prateleira”. Nesta carta, Bill Gates alega que a prática de compartilhamento de software não é justa e afirma que tal prática evita que software bem feito seja escrito.
Neste mesmo período houve iniciativas que levaram à produção de sistemas de software livre que estão em uso até os dias de hoje, como o SPICE, TeX e Unix. Desde 1972, o Unix está em contínuo desenvolvimento e deu origem a diversas variantes, comercializadas por dezenas de empresas. O Unix tornou-se popular entre os desenvolvedores por conta da sua filosofia de compartilhamento e a relação com as universidades e centros de pesquisas.  Mesmo assim, em 1991, a AT&T Bell Labs demonstrou uma mudança de mentalidade ao tentar processar a Universidade de Berkeley por conta da publicação do código Unix BSD que o grupo de pesquisa de Berkeley (CSRG – Computer Systems Research Group) tinha criado.  Desde 1973, o CSRG havia sido um dos principais centros de desenvolvimento do Unix e de aplicações a ele relacionadas.
1970: Surge a ARPANET, precursora da Internet; A IBM começa a vender seu software separadamente, estabelecendo assim o início da indústria do software restrito.
1972: Portagem do Unix para outros PDP. Para simplificar esse processo, a equipe de Ken Thompson tenta reescrever o Unix em outra linguagem (B ou BCPL). A equipe melhora a linguagem B e cria a linguagem C para reescrever o Unix; Unix começa a ser distribuído em universidades e centros de pesquisa.
1973: Inicia-se a história do Unix BSD com a chegada do Unix à Universidade de Berkeley, na Califórnia; SPICE é colocado por Donald Pederson em domínio público.
1975: Lançada a primeira versão do Ingres, banco de dados livre (o ancestral do PostgreSQL).
1976: Bill Gates escreve a “carta aberta aos hobistas”.
1977: A Arpanet atinge mais de 100 computadores.
1978: Donald Knuth, da Universidade de Stanford, começou a trabalhar no TeX, distribuído como software livre.
1979: AT&T começa a forçar licenças restritivas ao decidir que poderia lucrar através do sistema Unix.

### O nascimento do movimento do software livre

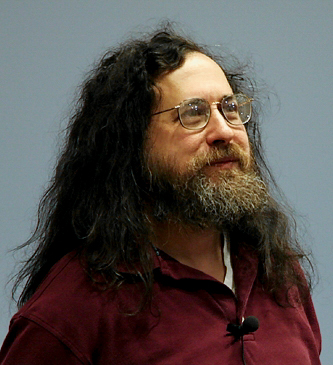
Richard Stallman, fundador do Projeto GNU e da FSF.

Em 1980 foram criados os primeiros projetos organizados de forma consciente para serem software livre, assim como foram estabelecidos os fundamentos éticos, legais e financeiros desse movimento. Em 1984, Richard Stallman, então funcionário do laboratório de inteligência artificial do (AI Lab) MIT, deixou seu emprego e começou a trabalhar no Projeto GNU. Stallman gostava de compartilhar seus interesses tecnológicos, conhecimentos e código, algo incompatível com seu ambiente de trabalho no MIT. Podemos exemplificar alguns fatos ocorridos: um caso onde uma irritante falha no software de uma impressora Xerox não podia ser corrigida pois o código-fonte estava inacessível para seus usuários; um desacordo entre Stallman e a Symbolics sobre o acesso do MIT às atualizações feitas em sua máquina Lisp. Estes fatos motivaram Richard Stallman a criar um mecanismo legal a fim de garantir que, além daqueles que receberiam os programas diretamente do Projeto GNU, todos os demais pudessem desfrutar os direitos de copiar, redistribuir e modificar o software. Inclusive, todos aqueles que recebessem algum software após qualquer número de redistribuições e, eventualmente, modificações, também deveriam poder gozar dos mesmos direitos associados ao software original distribuído pelo Projeto GNU. Esta foi a razão pela qual ele elaborou a Licença GPL. Além disso, para institucionalizar o Projeto GNU, bem como obter fundos para desenvolver e proteger o software livre, de acordo com os princípios éticos que ele publicou no Manifesto GNU, Stallman fundou a Free Software Foundation (FSF). Dessa forma, definitivamente nomeado, nasce o Movimento do Software Livre.
1981: A IBM fecha acordo com Microsoft para que ela forneça o DOS para o PC, mas desconsidera a relevância do software e abre mão do copyright do DOS, abrindo espaço para a expansão da Microsoft, graças ao mercado de clones do PC surgido posteriormente.
1983: Richard Stallman posta mensagem no grupo net.unix-wizards com o assunto “new Unix implementation”; Anuncia a criação do GNU e explica seus princípios para a necessidade de criação de um novo Unix; Menciona que serão necessários um núcleo, um editor e um compilador, entre outras ferramentas. No final ele pede contribuições na forma de máquinas, dinheiro e ajuda para escrever o software.
1984: Stallman pede demissão do AI Lab do MIT para se dedicar ao Projeto GNU, e usa o termo software livre no Manifesto GNU; O primeiro software do Projeto GNU é liberado, o GNU Emacs, escrito por Richard Stallman e Guy L. Steele.
1985: O consórcio X distribui o sistema de janela X como software livre; Richard Stallman funda a Free Software Foundation (FSF). A FSF define software livre baseado em 4 liberdades fundamentais; GCC, escrito por Richard Stallman e Len Towe, tem sua primeira versão finalizada.
1987: Andrew Tanenbaum escreve uma versão didática simplificada do Unix, denominada MINIX; Para arrecadar dinheiro, a FSF vende cópias do software GNU em fita magnética por 150 dólares.
1989: A FSF cria o conceito de copyleft e a Licença GPL para garantir as 4 liberdades do software; Michael Stonebreaker, criador do Ingres, lança o PostgreSQL como software livre; A Cygnus, primeira empresa que essencialmente começou a prover serviços para software livre é fundada por Michael Tiemann, David Henkel-Wallace e John Gilmore; Começa a ser desenvolvido o Network Simulator (NS), um simulador de rede de telecomunicações livre, que passaria a ser o mais usado por pesquisadores de todo o mundo.
O advento da Usenet no começo de 1980 interligou ainda mais a comunidade de programadores e forneceu uma maneira mais simples para programadores compartilharem software e contribuírem para softwares escritor por outros.

## Linux

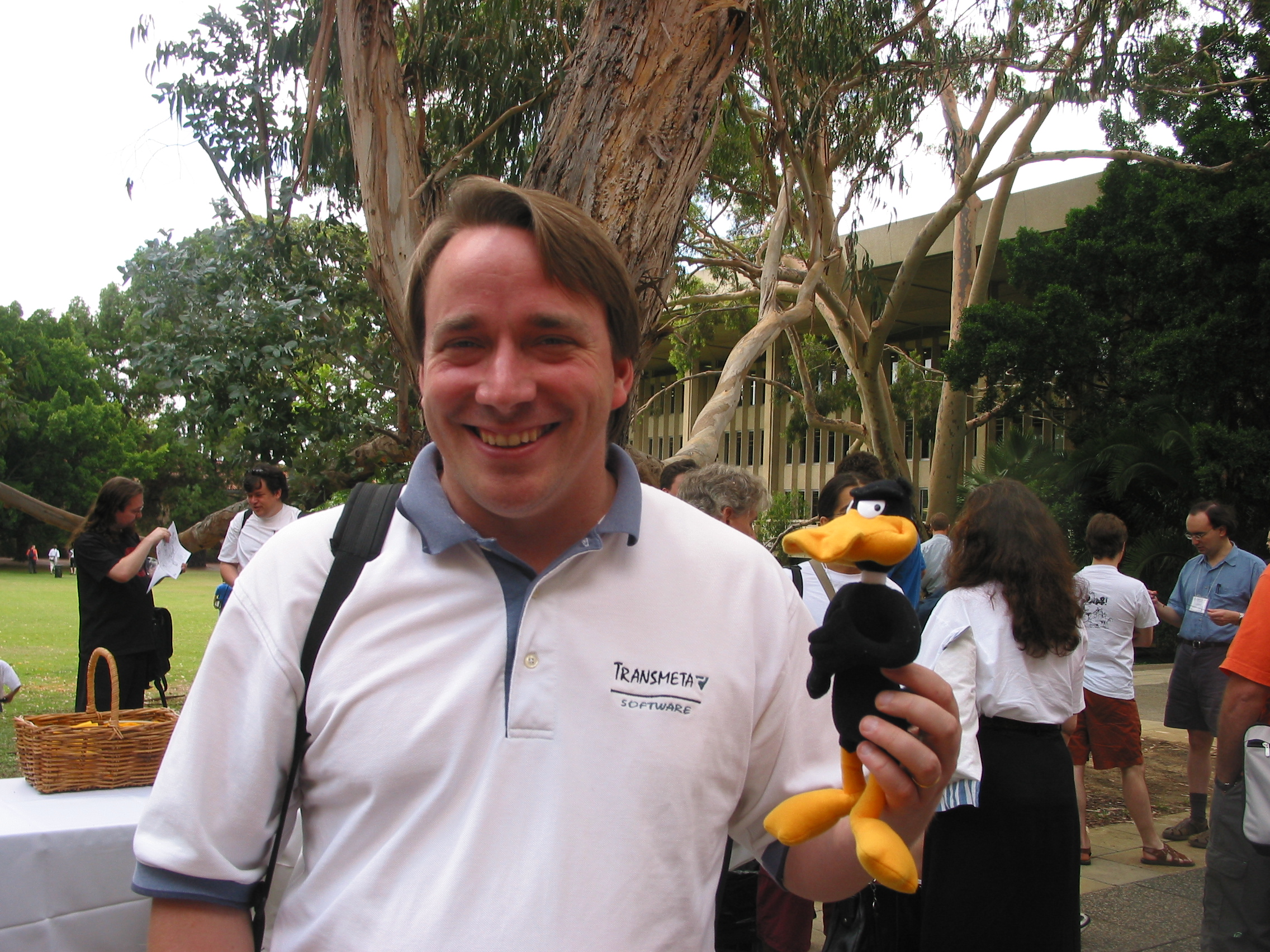
Linus Torvalds, criador do Linux, em uma conferência na Austrália, 2002.

Em julho de 1991, Linus Torvalds, um estudante finlandês da Universidade de Helsinki, de 21 anos de idade, divulgou sua primeira mensagem mencionando o seu projeto de construir um sistema livre similar ao Minix, e obteve ajuda de diversos desenvolvedores, de diversas partes do planeta. Linus já estava na pós-graduação e resolveu fazer experiências com o novo computador 386 que recebera na época. Ele conseguiu fazer com que um primeiro esboço do que seria o núcleo de seu sistema operacional executasse dois programas concorrentemente. Assim, anunciou na Internet que tinha um protótipo de sistema operacional. Em setembro do mesmo ano, Linus lançou uma versão oficial. Em março de 1994, a versão 1.0, a primeira a ser chamada de estável, foi liberada. Durante esse período, centenas de desenvolvedores se juntaram ao projeto para integrar todo o sistema GNU em torno do núcleo do Linux. Ao contrário dos BSDs, o núcleo do Linux e um grande número de componentes integrados em torno dele foram distribuídos sob licença GPL.  A falta de um núcleo informático para o Projeto GNU significa que não havia nenhum sistema operacional completamente livre.  O desenvolvimento do núcleo de Torvalds fechou este último vácuo.  A combinação do quase completo sistema operacional GNU e o núcleo Linux criou o primeiro sistema operacional totalmente livre. Dessa forma, nasceu o sistema operacional GNU/Linux. Linus relata que não queria dinheiro para esta empreitada por uma série de razões. Quando ele postou o Linux originalmente, ele sentiu que estava seguindo os passos de centenas de cientistas e outros acadêmicos: Pessoas que construíram seu trabalho apoiando-se em outros, ou seja, “apoiando-se nos ombros de gigantes”.
Em 1992, surgiram as primeiras distribuições GNU/Linux, entre elas a SLS, que mais tarde deu origem ao Slackware (ainda distribuída atualmente). Isso levou à criação de uma competição no mundo dos sistemas empacotados em torno do GNU/Linux.
Desse momento em diante, o modelo original de desenvolvimento de software e compartilhamento de conhecimento foi resgatado, porém coexistindo com o modelo de software restrito que ganhara força nas duas décadas anteriores. O aspecto mais revolucionário do movimento de software livre não está na questão do código ser aberto, mas no fato de ter sido a primeira comunidade a explorar as novas possibilidades de desenvolvimento e colaboração, geograficamente distribuídos, que a Internet possibilita.
Dentre as distribuições GNU/Linux, a Debian GNU/Linux, iniciada por Ian Murdock em 1993, é notável por ser explicitamente comprometida com os princípios do GNU e da FSF para com softwares livres. Os princípios dos desenvolvedores do Debian estão expressos no Contrato social do Debian. Desde a sua incepção, o projeto Debian tem sido ligado de perto com a FSF, e foi de fato patrocinado pela FSF durante o ano de 1994-5. Em 1997, o ex-líder do projeto Debian Bruce Perens também ajudou a encontrar Software in the Public Interest, uma organização sem fins lucrativos de apoio e financiamento para vários projetos de software livre.
O GNU/Linux permanece software livre sob os termos da GNU GPL, mas muitas empresas oferecem produtos personalizados baseados nele, ou suporte técnico profissional, em contratos comerciais.  A nomenclatura permanece controversa dentre as comunidades, com grupos argumentando para ambos "Linux" (o nome genérico para código apenas aberto) e "GNU/Linux" (para código totalmente livre) para o sistema operacional completo.
1990: A FSF anuncia que pretende desenvolver um núcleo para o sistema GNU, chamado de GNU Hurd, com o objetivo de completar o sistema operacional.
1991: William e Lynne Jolitz escrevem uma série sobre “como adaptar o BSD Unix para PC i386”; Linus Torvalds anuncia a criação do Free Minix, usando as ferramentas do Projeto GNU, como o GCC, e poucos meses depois lança a primeira versão do Linux.
1992: A força aérea dos Estados Unidos faz um contrato com a universidade de Nova York para desenvolver uma versão livre do compilador ADA. Eles escolhem o GNU GCC como base e criam o GNAT (GNU NYU Ada 95 Translator ); Lançado 386BSD 0.1, que depois deu origem ao NetBSD, FreeBSD e OpenBSD.
1993: A empresa SuSE é fundada com negócios são baseados em Slackware traduzido para o Alemão; FreeBSD 1.0 é disponibilizado na Internet.
1994: A Ada Core Technologies é fundada pelos desenvolvedores do GNAT e se torna líder do mercado de compiladores ADA; Debian GNU/Linux 0.91 é lançado, como resultado do desenvolvimento voluntário de 20 pessoas; Marc Ewing lança a primeira versão do Red Hat Linux.
1995: Bob Young funda a Red Hat Software ao comprar a distribuição Red Hat Linux; O Red Hat Linux 2.0 é lançado, a primeira com o formato de empacotamento RPM; Apache 0.6.2, primeira versão oficial, é lançado; Criado o MySQL.
1996: O projeto KDE é anunciado com o objetivo de tratar os problemas de usabilidade para o usuário final de ambientes similares ao Unix, que utilizam o sistema de janelas X.

## Eric Raymond, a criação da OSI e o restante da história

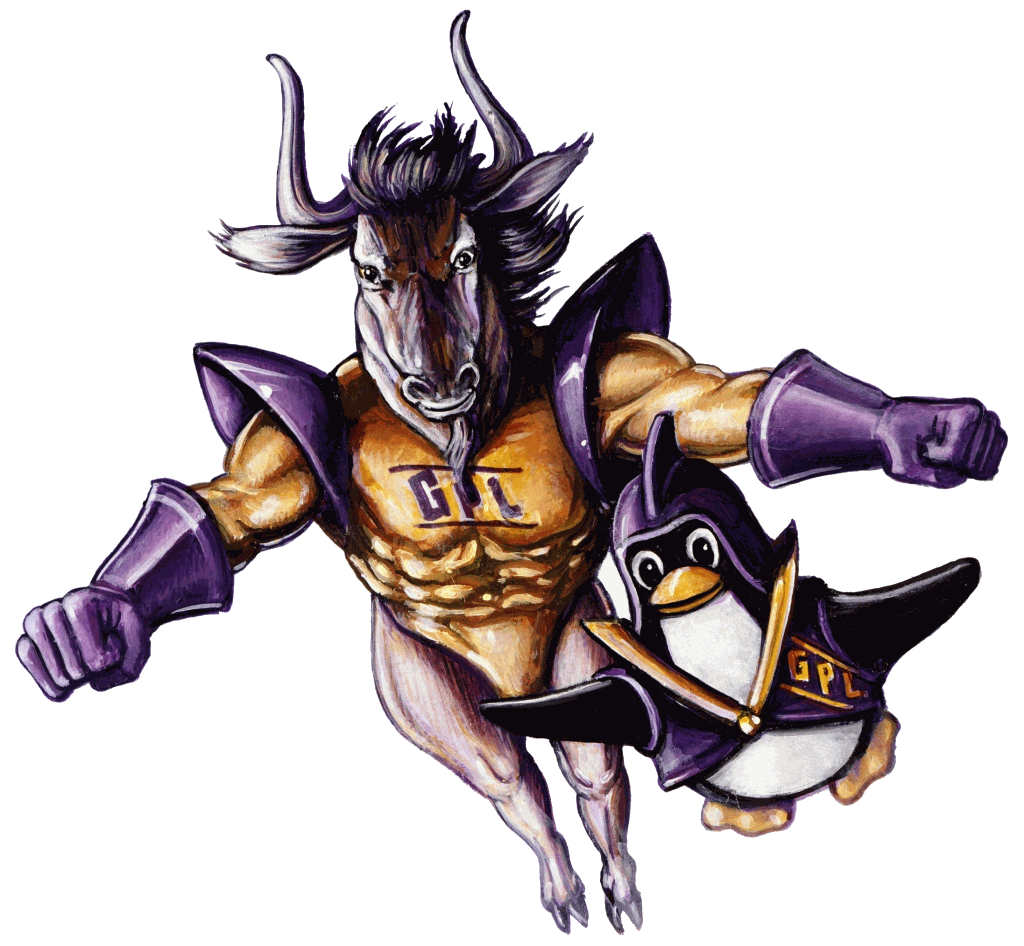
O gnu do Projeto GNU e tux do Linux, ilustrando a união GNU+Linux.

Em 1997, Eric Raymond, apresenta o artigo e palestra A catedral e o bazar, onde discute as vantagens técnicas do software livre e aborda os mecanismos de funcionamento do desenvolvimento descentralizado. Em 1998, Raymond foi um dos protagonistas, junto com Linus Torvalds, da criação da Open Source Initiative (OSI), defendendo a adoção do software livre por razões técnicas e sugerindo o uso da expressão open source ao invés de free software. A principal motivação para a adoção da expressão open source foi introduzir o software livre no mundo dos negócios de uma forma mais palatável para empresas mais conservadoras, evitando a ambiguidade do termo free (que pode significar tanto livre quanto gratuito, na língua inglesa). A Open Source Initiative foi fundada em fevereiro de 1998 para encorajar o uso do novo termo e evangelizar os princípios do código aberto para todos.
Para divulgar o lançamento desta nova forma de apresentar o movimento do software livre, Raymond publica, em fevereiro de 1998, o texto Goodbye, free software; hello, open source . Alguns membros da comunidade, em especial Richard Stallman e parte da comunidade em torno da FSF, não concordaram com o uso do termo pois, para eles, o termo software livre é mais apropriado. Assim, Stallman publica, em resposta, o texto: Why Free Software is better than Open Source. Como a receptividade do termo Open Source nas empresas foi bem significativa, ele foi adotado por muitos como a melhor maneira de se referir ao software livre, particularmente na língua inglesa.
A pluralidade de ideias e concorrência natural entre os sistemas e aplicações dentro do movimento software livre fazem parte de seu mecanismo de evolução, bem como influencia positivamente em sua qualidade. A concorrência entre os navegadores, ferramentas de escritório, gerenciador de janelas e banco de dados são os exemplos mais conhecidos. Do restante da história do software livre até os dias atuais, podemos encontrar uma grande quantidade de soluções de alta qualidade que foram e estão sendo liberadas sob licença livre, em geral apoiadas tanto pela OSI) quanto pela FSF.
1997: Eric Raymond apresenta a palestra A catedral e o bazar. Miguel de Icaza anuncia o projeto GNOME, um concorrente do KDE que nasce como resposta da FSF a problemas de licença com o KDE.
1998: Netscape Communications Corporation libera o navegador Netscape Communicator como software livre. Este código se transformou dentre outros, no popular Mozilla Firefox e no Thunderbird; Eric Raymond cria o movimento Open Source e cria a OSI; Corel anuncia o NetWinder, uma rede de computador baseada em Linux; Sun Microsystems e Adaptec são as primeiras grandes empresas a fazerem parte da Linux International; IBM anuncia que irá comercializar e dar suporte à Apache; Debian GNU/Linux 2.0, como trabalho de mais de 300 voluntários; KDE 1.0 é lançado e incorporado a várias distribuições GNU/Linux; Linus é capa da revista Forbes, representando o reconhecimento do mundo corporativo ao Linux e ao software livre; Microsoft reconhece o GNU/Linux e o software livre como importantes concorrentes e descreve como atacá-los, de acordo com os Halloween documents;  O arcabouço Qt foi licenciado sob a licença Q Public License QPL.
1999: Dell, HP e SGI anunciam que irão dar suporte a GNU/Linux em seus computadores; GNOME 1.0 é lançado; Red Hat Software compra a Cygnus e se torna a maior empresa do mundo na área de software livre; Criado o SourceForge.net, maior repositório de projetos de software livre.
2000: Mozilla M13, o primeiro considerado estável, é lançado; Criada a fundação GNOME; A Sun libera o código-fonte do seu StartOffice sob licença LGPL e é criado o projeto OpenOffice.org.
2001: Linux 2.4 é lançado; IBM anuncia investimento de US$ 1 bilhão no Linux; Surge a Wikipedia; Neste mesmo ano, Marcelo Tosatti tornou-se o primeiro latino americano a manter um código-fonte do kernel, indicado por Alan Cox e aprovado por Linus.
2002: Consórcio ObjectWeb é fundado pela Bull, France Telecom e INRIA, na França; KDE 3.0 e GNOME 2.0 são lançados e os gerenciadores de janelas chegam ao nível de concorrer com os desktops comerciais; Mozilla 1.0, o primeiro oficial estável, é disponibilizado; OpenOffice.org 1.0 é lançado; As primeiras licenças Creative Commons para compartilhamento de outros tipos de obras intelectuais
(que não software) são publicadas.
2003: Motorola inicia vendas do A760, o primeiro telefone celular com um Linux; Mozilla Foundation é criada; Lançado o Fedora Core, versão comunitária do Red Hat Linux; SCO processa IBM por suposto código de sua propriedade inserido no Linux, levantando dúvidas no mercado sobre a legitimidade do software livre e da licença GPL, mas perde.
2004: Novell compra a SuSE por 210 milhões de dólares; Primeira versão do Ubuntu e do Firefox são lançadas;
2005: MandrakeSoft compra a empresa brasileira Conectiva e a americana Lycoris, resultando na Mandriva; Open Document Format (ODF), usado pelo OpenOffice 2.0, é reconhecido como padrão pela OASIS; Sun Microsystems disponibiliza o Open Solaris, versão livre do sistema operacional Solaris; Nicholas Negroponte anuncia o projeto OLPC (One Laptop Per Child), projeto do MIT tendo como base o Linux.
2006: Primeiro protótipo do XO (One Laptop per Child) é disponibilizado; Sun libera a máquina virtual Java sob licença GPL (alterada para permitir que se distribua em aplicações comerciais); ODF é padronizado pela OASIS ODF TC e se torna um padrão ISO; Firefox atinge 200 milhões de downloads (12% do mercado mundial e 20% do Europeu); Neo1973, usando a plataforma OpenMoko para telefones móveis, é apresentado; Marcelo Tosatti desliga-se na tarefa de manutenção do núcleo e passa a trabalhar na RedHat.
2007: A Sun libera também a JDK sob GPLv2; Após longas controvérsias, FSF lança a versão definitiva da GPL versão 3; O estudo FLOSSImpact  sobre o efeito (especialmente econômico) do software livre, financiado pela Comissão Europeia, é publicado (o primeiro estudo de larga escala sobre o assunto); A Red Hat lança o IcedTea.
2008: Nokia compra TrollTech, dona da biblioteca multiplataforma e livre Qt, e anuncia transformação do Symbian em software livre.
2009: Oracle compra Sun Microsystems por US$ 7,4 bilhões e entra definitivamente no mercado de software livre, inclusive adquirindo o MySQL que havia sido comprado pela Sun.
2010: Oracle fecha escritórios da Sun na América Latina e não mantém a mesma relação com a comunidade software livre. A comunidade do Java ligada ao movimento do software livre volta a discutir a preferência e investimentos no OpenJDK; A Trolltech tornou a versão compatível com Unix das bibliotecas Qt disponíveis sob a GPL, além da QPL;  A Global Graphics completa uma pesquisa de opinião com 400 diretores de informática (em inglês:  CIO) de organizações acima de 1000 empregados nos EUA e no Reino Unido que mostra que aproximadamente três quartos, 76 porcento, das grandes organizações utiliza software livre em seus negócios, e mais da metade, 51 porcento, planeja aumentar esta utilização em 2010.
2011: Linus Torvalds disponibiliza a versão 2.6.38 do kernel do Linux. Entre as novidades, uma modificação no gerenciamento de processos (o wonder patch), que permite um melhor desempenho aos ambientes Desktop; Rompendo a tradição, neste mesmo ano foi lançada a versão 3.0 sem que houvesse alterações de grande impacto. A razão para isto é uma homenagem ao software livre, que faz 20 anos; OSI define uma nova política de estruturação interna que prevê a participação direta da comunidade em sua governança. Anuncia-se que os membros do corpo diretivo da OSI serão agora eleitos pelas instituições associadas a OSI e pelos grupos de trabalho da comunidade.
Este resumo da história do software livre mostra que ele já é realidade há mais de duas décadas como movimento e como solução tecnológica de alta qualidade e segurança.